# Martinus Thomsen
Martinus Thomsen (bekannt als Martinus; * 11. August 1890 bei Sindal, Nordjütland; † 8. März 1981) war ein dänischer Schriftsteller und Mystiker.

## Leben und Werk

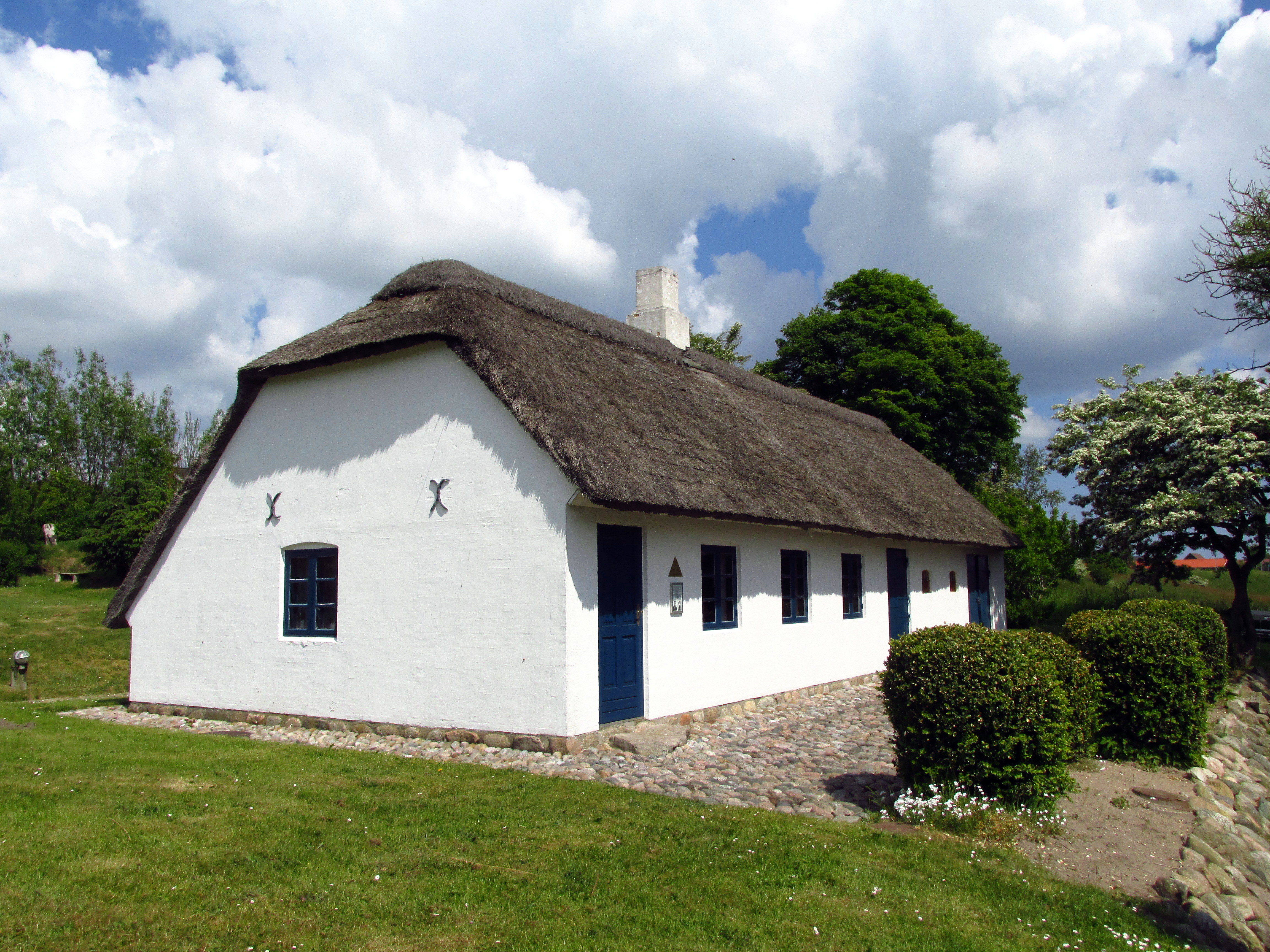
Martinus Thomsens Geburtshaus in Sindal, heute Museum

Thomsen wuchs in kargen Verhältnissen in einem Haus namens „Moskildvad“ auf. An der örtlichen Dorfschule erhielt er nur die nötigste Schulbildung, arbeitete später in der Milchproduktion und schließlich als Nachtwächter in einer Molkerei. Im März 1921 erlebte er nach einer Meditation eine Vision, die ihm den Anstoß zu seiner schriftstellerischen Tätigkeit gab.
Das Lebenswerk des philosophischen Autodidakten besteht aus Schriften in einem Umfang von rund zehntausend Schreibmaschinenseiten. Es wird bezeichnet als die „Martinus-Kosmologie“ beziehungsweise als „Das Dritte Testament“. Dabei handelt es sich nach Angaben von Anhängern um eine „Fortsetzung der Bibel“. Martinus Thomsen selbst spricht davon, dass ihm „aufgetragen wurde, die Christusmission weiterzuführen und Gottes zukünftige Schöpfungsvollendung der Menschheit (…) zu offenbaren“. Seine Publikationen umfassen den Haupttitel „Livets Bog“ (Das Buch des Lebens) in sieben Bänden, „Das ewige Weltbild“ in vier Bänden, die Bücher Logik, Beisetzung und 30 kleinere Bücher sowie zahlreiche grafische Arbeiten.
Sein Hauptwerk ist in zwanzig Sprachen übersetzt worden, wobei seine Schriften vor allem in Skandinavien Verbreitung fanden.
1935 gründete Martinus in Odsherred das Studienzentrum Martinus Center Klint, das über Hörsaal, Studienräume, veganes Restaurant und Unterkünfte verfügt. An seinem Wohnsitz in Frederiksberg begründete Thomsen 1943 das Martinus Institut. Sein Elternhaus in Sindal ist als Museum für die Öffentlichkeit zugänglich.
In seinen Schriften und Vorträgen betonte er die Bedeutung persönlicher, innerer Erleuchtung oder Offenbarung. Seine Texte können im Zusammenhang mit theosophischen und christlichen Traditionen und einem Evolutionismus, der die Evolution als gerichtet und kreativ beschreibt, gesehen werden. So ist nach Martinus durch die Allgegenwart des Göttlichen im Kosmos der ganze Kosmos als ein lebendiges Wesen zu betrachten, das sich zu immer höheren geistigen Ebenen entwickelt. Karma und Reinkarnation sind zentrale Begriffe im Verständnis seiner spirituellen Evolution.

## Symbole
Martinus schuf eine große Anzahl von Symbolen, Figuren, Farben und Linien, die jeweils spezifische Bereiche der kosmischen Analysen veranschaulichen sollen. Seiner Meinung nach bieten diese Symbole einen Überblick über die Prinzipien und Gesetze, die das Leben und das Universum als Ganzes charakterisieren.

## Werke (in deutscher Übersetzung)
- Das Dritte Testament (Livets Bog)
- Das Ewige Weltbild
- Logik
- Beisetzung